# Малебна
Мале́бна (рос. Малебна) — річка в Сарапульському районах Удмуртії, Росія, права притока Кирикмаса.
Річка починається на південний схід від села Виїзд. Протікає на південний схід, роблячи невеликий згин на схід в районі села Чекалка. У верхній течії пересихає, нижня течія протікає через лісові масиви. Приймає декілька дрібний приток, майже біля самого гирла — ліворуч притоку Шадринку.
На річці розташовані села Чекалка та Пентеги.